# Macareo (física)

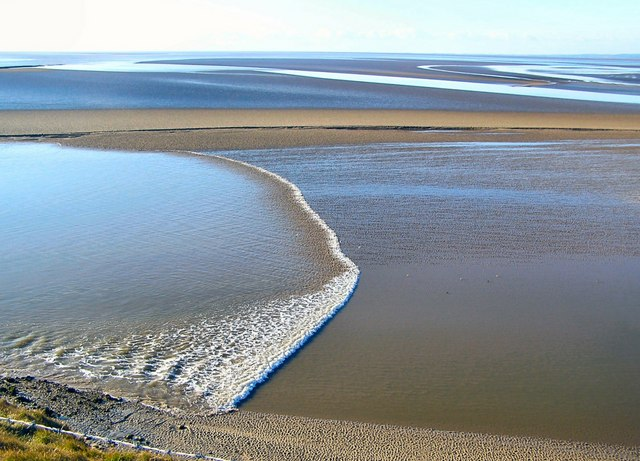
Macareo en la bahía de Morecambe, Reino Unido

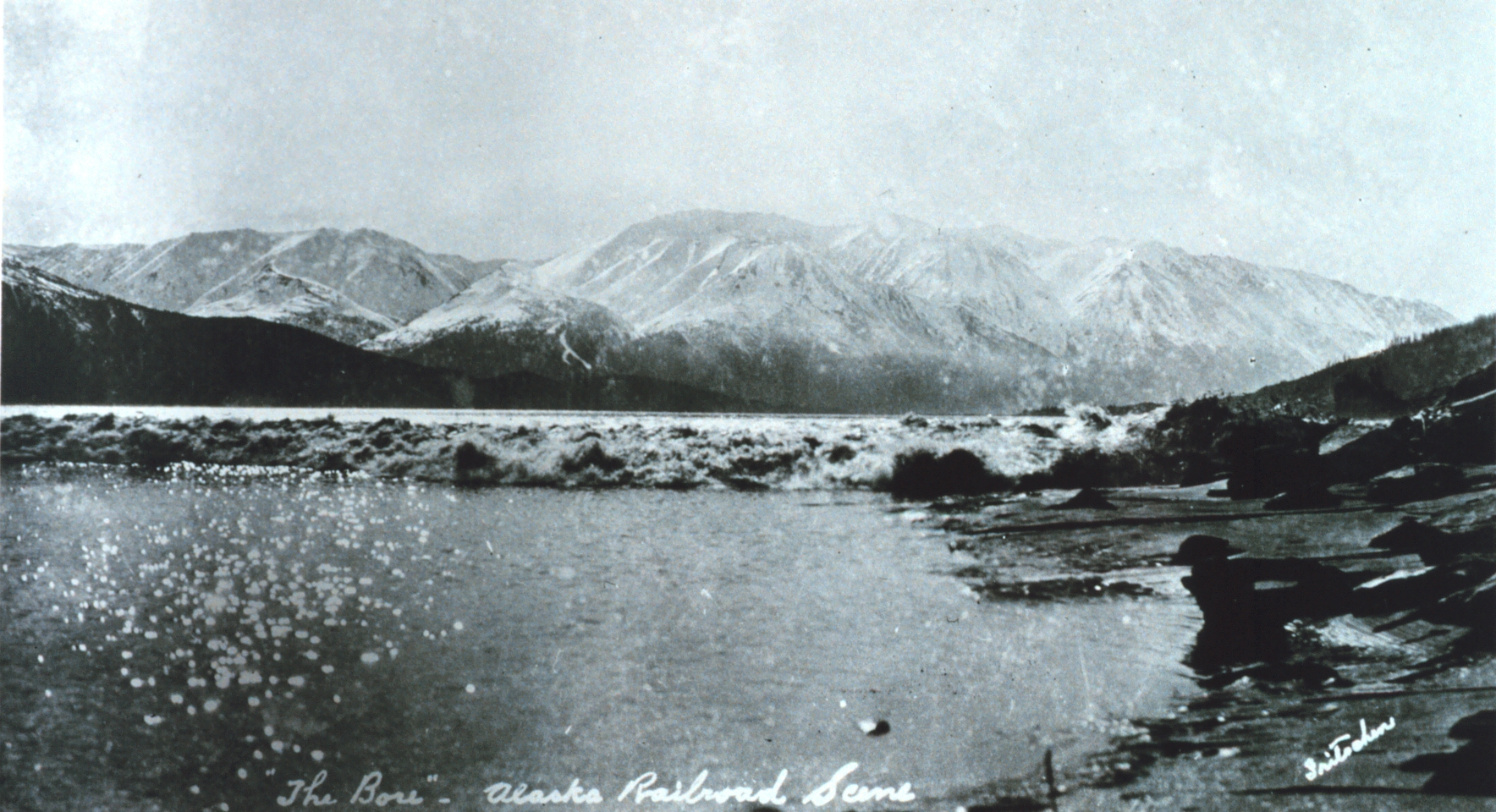
Macareo en la ensenada de Cook, en Alaska

Un macareo  es un fenómeno asociado con las mareas, en el que el frente de la marea ascendente forma una ola (u olas) que remonta un río o bahía estrecha contra la dirección del caudal del río o de la corriente de la bahía. Acontece durante las mareas más vivas, y consiste en una ola (generalmente única) que remonta ríos, rías y estuarios. Tanto su velocidad como el ruido que producen son similares a los de las olas en las playas. Es un fenómeno estudiado en física y oceanografía.

## Descripción
Los macareos se producen en relativamente pocos lugares del mundo, generalmente en áreas con una amplia oscilación de las mareas (típicamente más de 6 m entre aguas altas y bajas) y donde las mareas entrantes se canalizan hacia un río o lago poco profundo y estrecho a través de una amplia bahía. El fenómeno no solo aumenta el desnivel de la marea, sino que también puede disminuir la duración de la carrera de la marea, hasta el punto de que aparece como un aumento repentino en el nivel del agua. El macareo se produce siempre durante la fase de ascenso de la marea, y nunca durante la bajada.

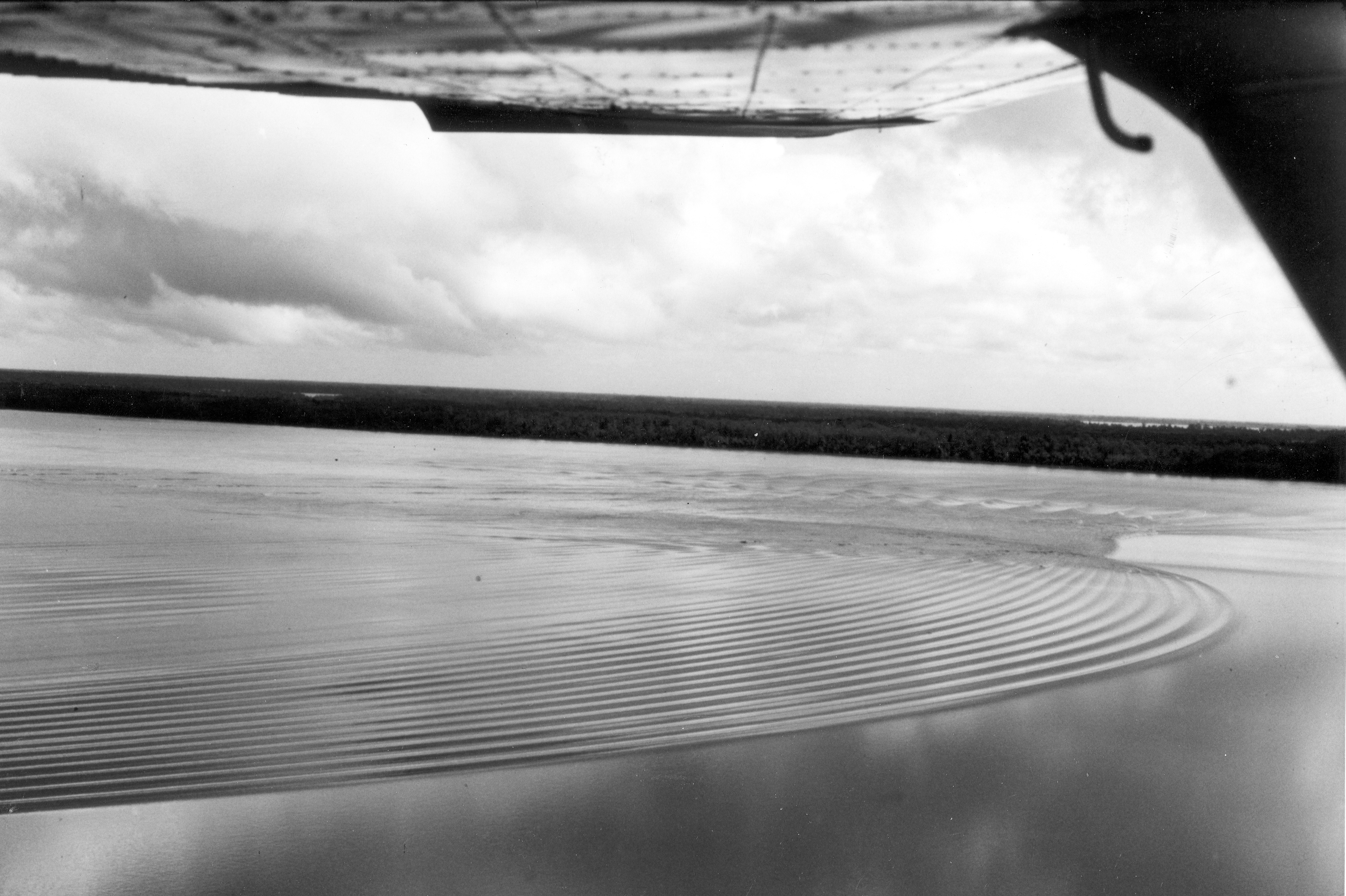
Macareo ondular y sus réplicas cerca de la boca del río Araguari en el noreste de Brasil. La vista es oblicua respecto a la dirección del avión, a aproximadamente 30 m de altura.

Un macareo puede adoptar diversas formas, que van desde un frente de onda de ruptura único, algo así como un salto hidráulico, hasta una configuración ondular, que comprende un frente de onda suave seguido de un tren de olas secundarias, conocidas como cachorros. Los grandes macareos pueden ser particularmente inseguros para la navegación, pero también son una atracción para los aficionados al surf fluvial.
Dos características clave de un macareo son la turbulencia intensa y la agitación generada durante su propagación, así como su ruido retumbante. Las observaciones visuales resaltan la naturaleza turbulenta de las aguas en aumento, induciendo una fuerte mezcla turbulenta en la zona de paso, y los efectos se pueden sentir a distancias considerables. 
Las mediciones de velocidad indican una desaceleración rápida del flujo asociado con el paso del macareo, así como grandes fluctuaciones locales de velocidad.
Un macareo crea un potente rugido que combina los sonidos causados por la turbulencia en el frente y el tren de ondas asociado, con el estruendo generado por las burbujas de aire arrastradas. La ola produce erosión de sedimentos debajo del frente y en las orillas, el arrastre de bancos de arena y barras, así como impactos en los obstáculos que encuentra a su paso. El estruendo se escucha muy lejos porque sus bajas frecuencias pueden viajar a largas distancias. Este sonido de baja frecuencia es un rasgo característico del frente de avance en el que las burbujas de aire atrapadas en los remolinos a gran escala son acústicamente activas y desempeñan el papel dominante en la generación del sonido retumbante.

## Etimología
La palabra macareo procede del portugués macaréu: ola de marea o cabeza de agua. El término ya estaba incluido en 1611 en el Tesoro de la lengua castellana o española de Sebastián de Covarrubias, apareciendo por primera vez en el Diccionario de la lengua española de la Real Academia en 1914.
En inglés, el término bore con el que se denomina a este fenómeno, se deriva a través del inglés antiguo de la palabra normanda "bára", que significa "ola" o "hinchazón".

## Naturaleza física del fenómeno
El macareo es una onda de choque originada por la marea montante. Como sucede en todas las ondas de choque, es debido a un fenómeno no lineal: la dependencia de la velocidad de las ondas con la profundidad. La velocidad de una ola en agua poco profunda es:
{\displaystyle \scriptstyle {v={\sqrt {gh}}}}
donde {\displaystyle \scriptstyle {g=9{,}81m/s^{2}}} es la aceleración de la gravedad y {\displaystyle \scriptstyle {h}} es la profundidad del agua.
La velocidad de las crestas de una onda en el agua es mayor que la velocidad de los valles. Si la diferencia de velocidades y el tiempo de propagación son suficientes, las crestas alcanzan los valles siguientes y la pendiente del agua entre los dos aumenta hasta llegar a ser negativa: la ola se enrolla y rompe, como en el caso de las olas del mar en las playas.
Cuando el nivel del mar se eleva por encima del nivel del río o del estuario, el agua penetra en este. Si la subida de las aguas es suficientemente rápida, se crea una ola que sube río arriba. 
Delante del macareo (tierra adentro) el agua está en reposo. Detrás, el nivel es más alto y entre los dos hay un "muro" de agua. Si la pendiente del muro es demasiado grande el "muro" de agua rompe como las olas en las playas, con ruido y agitación. Pero al contrario de las olas de las playas, el macareo continúa avanzando, ya que está alimentado energéticamente por la diferencia del nivel del agua de cada lado.
El macareo pierde energía cuando la ola rompe. En los bordes del río o del estuario, donde la profundidad y velocidad son menores, la ola del macareo rompe constantemente. Eso hace que la amplitud disminuya con la distancia. A pesar de esa disminución, el macareo puede penetrar decenas de kilómetros hacia el interior.

## Efectos
Los macareos pueden ser peligrosos. Ciertos ríos como el Sena en Francia, el Petitcodiac en Canadá y el Colorado en México, por nombrar algunos, han tenido una reputación siniestra en asociación con este fenómeno. En China, a pesar de las señales de advertencia colocadas en las orillas del río Qiantang, cada año se producen varias muertes por personas que se acercan demasiado para presenciar el macareo. Afectan a la navegación en las zonas de estuario, por ejemplo, en Papúa Nueva Guinea (ríos Fly y Bamu), Malasia (el Benak en Batang Lupar) e India (río Hoogly).
Por otro lado, los estuarios afectados por los macareos son zonas de alimentación y de reproducción de diversas formas de vida silvestre, incluyendo lugares de desove y reproducción de varias especies de peces. Sin embargo, la aireación inducida contribuye al crecimiento de muchas especies de peces y camarones (por ejemplo, en el río Rokan). Así mismo, también brindan la oportunidad de practicar el surf tierra adentro.

### Estudios científicos
Se han llevado a cabo estudios científicos en el río Dee en Gales; en los ríos Garona y Sélune en Francia; y en el río Daly en Australia.
La fuerza del flujo de la marea a menudo plantea un desafío para las mediciones científicas, como lo demuestran una serie de incidentes de trabajo de campo en los ríos Dee, Mearim, Daly y Sélune.

## Ríos y bahías con macareos
La siguiente relación incluye los casos más conocidos, que se enumeran en los párrafos siguientes:

### Asia
- Ganges - Brahmaputra, India y Bangladés
- Río Indo, Pakistán
- Río Sittang, Birmania
- Río Qiantang, República Popular China, que tiene el mayor macareo del mundo, con una ola de hasta 9 m de alto, viajando hasta a 40 km/h
- Batang Lupar o río Lupar, cerca de Sri Aman, Malasia. El macareo se conoce localmente como benak.[6]
- Batang Sadong o río Sadong, Sarawak, Malasia.
- Bono, rio Kampar, en Meranti Bay, Pelalawan, Indonesia. Los lugareños temen que el fenómeno hunda barcos. Se informa que ha llegado a alcanzar hasta 130 km tierra adentro, aunque generalmente sus efectos son visibles hasta 40 km, con una altura de ola de 6 m. Se está desarrollando como destino turístico internacional[22]

### Europa

#### Bélgica
- Durme, Flandes

#### Francia
El fenómeno generalmente se denomina mascaret en francés. pero se prefieren algunos otros nombres locales.
- El río Sena tuvo un macareo significativo hasta la década de 1960, llamado localmente la barre. Desde entonces, las labores de encauzamiento y el dragado del cauce[21] prácticamente lo han eliminado.
- Bahía del Monte Saint-Michel, incluidos los ríos Couesnon, Sélune y Sée[21]
- Arguenon[21]
- Bahía de la Frênaye[21]
- Río Vire (Calvados)[21]
- Río Seinne[21]
- Río Vilaine, cuya ola es llamada localmente le mascarin
- Río Dordoña[21]
- Río Garona[21]

#### Irlanda
- Río Shannon, remontó el estuario del Shannon hasta Limerick, Irlanda, el 21 de septiembre de 2013

#### Reino Unido
En el Reino Unido el fenómeno se denomina "bore", recibiendo también nombres locales como "aegir":
- Río Dee, Gales e Inglaterra
- Río Mersey, segundo macareo más alto del Reino Unido tras el del río Severn, con 1,7 m de alto. Tiende a formarse alrededor del canal marítimo de Mánchester.
- El macareo del Severn en el río Severn, Gales e Inglaterra. La ola alcanza hasta 2 m de altura
- El Trent Aegir en el río Trent, Inglaterra, alcanza hasta 1.5 m de alto. También otros afluentes del estuario del Humber:
- Río Parrett
- Río Welland
- El macareo de Arnside en el río Kent
- Río Gran Ouse
- Río Ouse (Yorkshire). Al igual que el macareo de Trent, el fenómeno se conoce como "el Aegir".
- Río Eden
- Río Esk
- Río Nith
- Río Lune, Lancashire
- Río Ribble, Lancashire
- Río Yealm, Devon
- Río Leven, Cumbria

### Norteamérica

#### Estados Unidos

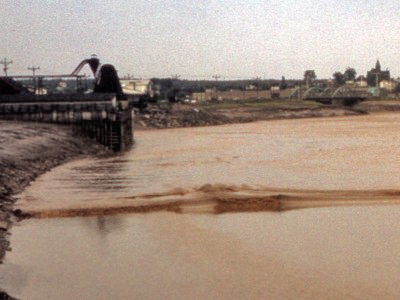
Macareo en el río Petitcodiac

- El Turnagain Arm de la  Ensenada de Cook, Alaska. Hasta 2 metros (7 pies) y 20 km/h (12 mph).
- Históricamente, el Río Colorado tenía una marea de hasta 6 pies, que se extendía 47 millas río arriba.
- El Río Savannah hasta 10 millas (16 km) nacional.
- Se han observado pequeños agujeros de marea, de solo unas pocas pulgadas de altura, que avanzan hacia los mares pantanosos en la costa del Golfo de México en el delta del Misisipi.

#### Canadá
La mayoría de los ríos que desembocan en la bahía de Fundy superior entre Nueva Escocia y Nuevo Brunswick tienen macareos. Entre los más notables, se incluyen:
- El río Petitcodiac anteriormente tenía el mayor macareo de América del Norte, con más de 2 m de altura, pero la construcción de un embalse entre Moncton y Riverview en la década de 1960 condujo a una sedimentación generalizada posterior, que redujo el macareo a poco más que una ondulación. Después de una considerable controversia política, las puertas del embalse se abrieron el 14 de abril de 2010, como parte del Proyecto de Restauración del Río Petitcodiac, y el macareo comenzó a crecer nuevamente.[24] La restauración ha sido suficiente para que en julio de 2013, los surfistas profesionales cabalgaran una ola de un metro de altura durante 29 km por el río Petitcodiac, desde Belliveau Village hasta Moncton, para establecer un nuevo récord norteamericano de surf continuo.
- El río Shubenacadie, frente a la Bahía de Fundy en Nueva Escocia. Cuando se acerca la marea, se llenan los cauces de ríos completamente sin agua. Se ha cobrado la vida de varios turistas que se encontraban en los cauces del río cuando subió el macareo. [cita requerida] Operadores turísticos en bote ofrecen excursiones por el río en verano.
- El macareo es más rápido y más alto en algunos de los ríos más pequeños que se conectan a la bahía, incluidos el río Hebert y el río Maccan en Cumberland Basin, St. Croix y Kennetcook en Minas Basin y Salmon en Truro.[25]

#### México
Históricamente, se producía un macareo en el Golfo de California, México, en la boca del río Colorado (donde se conoce como "el burro"). Se formaba en el estuario sobre la isla Montague y se propagaba aguas arriba. Las captaciones posteriores para riego han debilitado el flujo del río hasta el punto en que el macareo casi ha desaparecido.

### América del Sur

#### Brasil
- Río Amazonas en Brasil, la ola alcanza hasta 4 m de alto, y velocidad de 20 km/h. Se conoce localmente como pororoca.[27]
- Río Mearim en Brasil
- Río Araguari en Brasil. Muy fuerte en el pasado, se considera perdido desde 2015, debido a la cría de búfalos, el riego y la construcción de presas en el río, lo que lleva a una pérdida sustancial del flujo de agua.

#### Venezuela
- Macareo del río Orinoco en Venezuela

### Oceanía

#### Australia
- Río Styx, Queensland
- Río Daly, Territorio del Norte

#### Papúa Nueva Guinea
- Río Fly[28]
- Río Turama

## Lagos con macareo
Los lagos con forma de grao también pueden exhibir macareos debido a su conexión con el mar. [cita requerida]

### Norteamérica
- El lago Nitinat en la isla de Vancouver tiene un macareo a veces peligrosa en el estrecho donde se encuentra con el Océano Pacífico. El lago es popular entre los windsurfistas debido a sus vientos constantes.